# Varà del desert
El varà del desert (Varanus griseus) és una espècie de sauròpsid (rèptil) escatós de la família dels varànids que viu al nord d'Àfrica i l'oest d'Àsia. Es subdivideix en les següents subespècies:
- Varanus griseus griseus (Gris)
- Varanus griseus caspius (del Caspi)
- Varanus griseus koniecznyi (de l'Índia).

És verinós i tendeix a ser carnívor. Varanus griseus no s'adapta a viure en captivitat.

## Descripció
Varanus griseus mostra una gran varietat de colors, des de marró clar a groc i gris. En total (incloent la cua) fa gairebé dos metres de llargada. Muden la seva pell unes tres vegades per any. Estan adaptats al desert però neden i es capbussen molt bé.
Experimenten una hibernació des de setembre a abril. Durant el migdia romanen als caus i només en surten per cercar aliment. Tant mascles com femelles viuen uns 8 anys.
La seva temperatura corporal varia entre els 21 i 37 °C, com més baixa és la seva temperatura més lents i més agressius es mostren
Normalment es reprodueixen de maig a juliol, els ous s'incuben a temperatures entre 29 i 31 °C i tarden uns 120 dies a descloure's. En néixer aquests llangardaixos fan uns 25 cm

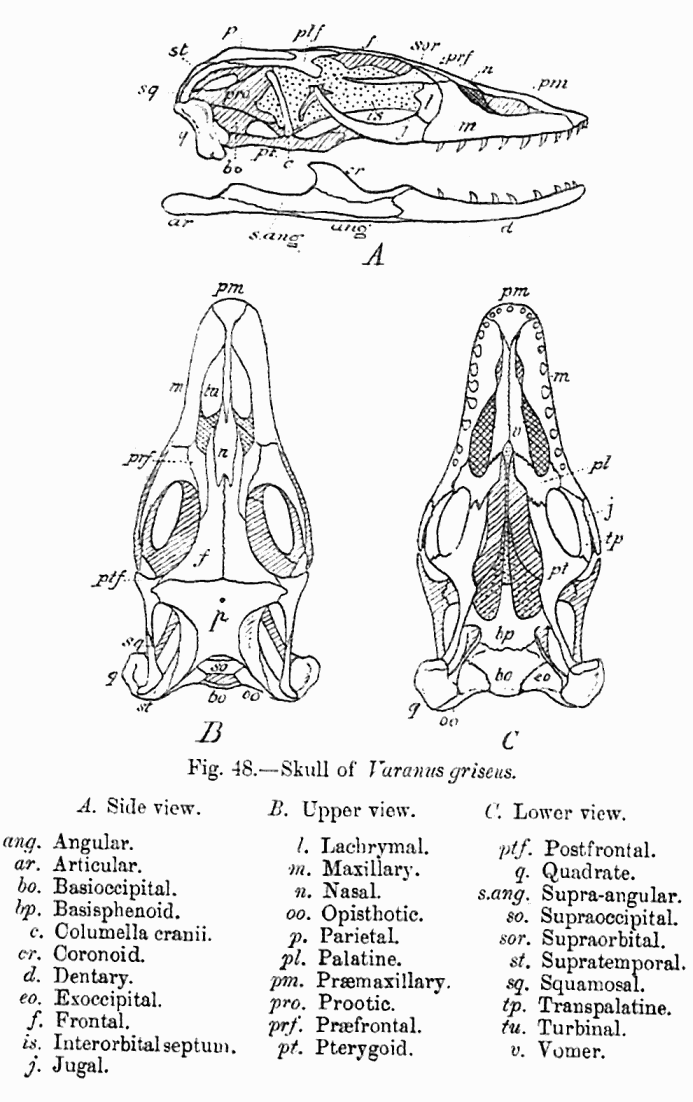
Crani de Varanus griseus